# Tenny Svensson
Tenny Svensson, né le 21 septembre 1952 dans le district d'Enslöv à Halmstad, est un joueur de tennis suédois. Quart de finaliste en Coupe Davis et à l'US Open en double.

## Carrière
En 1975, il bat le no 2 mondial Björn Borg au tournoi WCT de Stockholm. En septembre, il a atteint les quarts de finale de l'US Open en double avec Armistead Neely, ils perdent contre la paire Jimmy Connors / Ilie Năstase. Cette même année à Wimbledon il joue au premier tour un match de 77 jeux (3-6, 6-3, 3-6, 9-7, 18-16) en 3 heures et 50 minutes contre John Andrews, au second tour il doit abandonner face à Onny Parun (2-6, 0-1 abandon).
En 1978, il participe à 3 rencontres de Coupe Davis contre l'Irlande, la Yougoslavie et la Hongrie. Il remporte un match en double avec Ove Bengtson. Après sa participation au quart de finale (Finale Europe A), cette campagne emmène la Suède en demi-finale (Inter-zone) où Björn Borg ne permet pas à son pays de battre les États-Unis.
Il a remporté en 1979 à Oslo en Norvège sur moquette indoor en simple et en double le dernier Scandinavian Indoor Championships[réf. nécessaire].
En double, il a atteint trois demi-finales sur le circuit principal et deux finales sur le circuit secondaire.